# کریسپ (تگزاس)
کریسپ (به انگلیسی: Crisp) یک منطقهٔ مسکونی در ایالات متحده آمریکا است که در شهرستان الیس، تگزاس واقع شده‌است. کریسپ ۱۴۳٫۸۷ متر بالاتر از سطح دریا واقع شده‌است.